# جو سارجنت
جو سارجنت (بالإنجليزية: Joe Sargent)‏ هو لاعب كرة قاعدة أمريكي، ولد في 24 سبتمبر 1893 في روتشستر في الولايات المتحدة، وتوفي بنفس المكان في 5 يوليو 1950.

## وصلات خارجية
- جو سارجنت على موقعبيزبول رفرنس.كوم (الدوري الرئيسي) (الإنجليزية)